# Barichneumon comis
Barichneumon comis là một loài tò vò trong họ Ichneumonidae.